# 海南省发展控股
海南省发展控股有限公司，简称海南控股，是由海南省政府国有资产监督管理委员会代表海南省人民政府出资，于2005年1月26日经海南省工商行政管理局核准成立的国有独资公司。注册资本为人民币128.43亿元人民币，重点投向工业支柱产业及基础设施领域项目。

## 概述
截至2016年12月31日，公司系统内共有员工3,332人。期间成功重组了洋浦土地开发有限公司；先后两次共出资30亿元入资海南航空；作为海南省方出资代表参与建设总投资505亿元的东、海南西环高速铁路和西环铁路改造工程；发行三期共64亿元企业债券用于基础设施板块建设；拥有17座水电站。此外，海南控股还主导设立省级土地储备机制；建设红岭灌区工程、棋子湾基础设施工程、海南鹿回头国宾馆扩建项目、锆钛砂矿开采项目等，设立海南银行、小额贷款公司、贵金属交易中心、股权交易中心等金融机构；参与红岭水利枢纽工程、海南LNG项目等一批重大项目建设。

## 旗下
公司下辖全资子公司7家，主要控股公司4家，参股公司15家，投资设立了3只基金。
- 全资子公司（4家）：
  - 海南省发展控股置业集团有限公司
  - 海南省莺歌海盐场
  - 海南省鹿回头国宾馆有限公司
  - 海南省水利电力集团

- 参股公司：
  - 海南天汇能源股份有限公司
  - 海南海控小额贷款有限公司
  - 海南省地产（集团）有限公司
  - 海南省贵金属交易中心有限公司
  - 粤海铁路有限责任公司
  - 海南东环铁路有限公司
  - 大新华航空控股有限公司
  - 中海石油海南天然气有限公司
  - 海南泰鑫矿业有限公司
  - 中国南方电网有限责任公司
  - 海南八所港务有限公司
  - 海口美兰国际机场有限公司
  - 海南股权交易中心有限责任公司

## 事件
2016年4月，中共海南省纪委进行巡视后，海南控股董事长兼总经理刘明贵主动承认受贿情况。同年8月4日，海南省纪委对刘明贵进行双规。2017年8月14日，海南一中院公开开庭审理了刘明贵受贿一案。同年9月4日，公司副总经理兼水利电力公司董事长王尤魁因涉嫌受贿被侦查并采取强制措施。